# Henry Somm
François Clément Sommier, más conocido como Henry Somm (Ruan, 29 de febrero de 1844 - París, 14 de marzo de 1907) fue un pintor, dibujante y caricaturista francés.

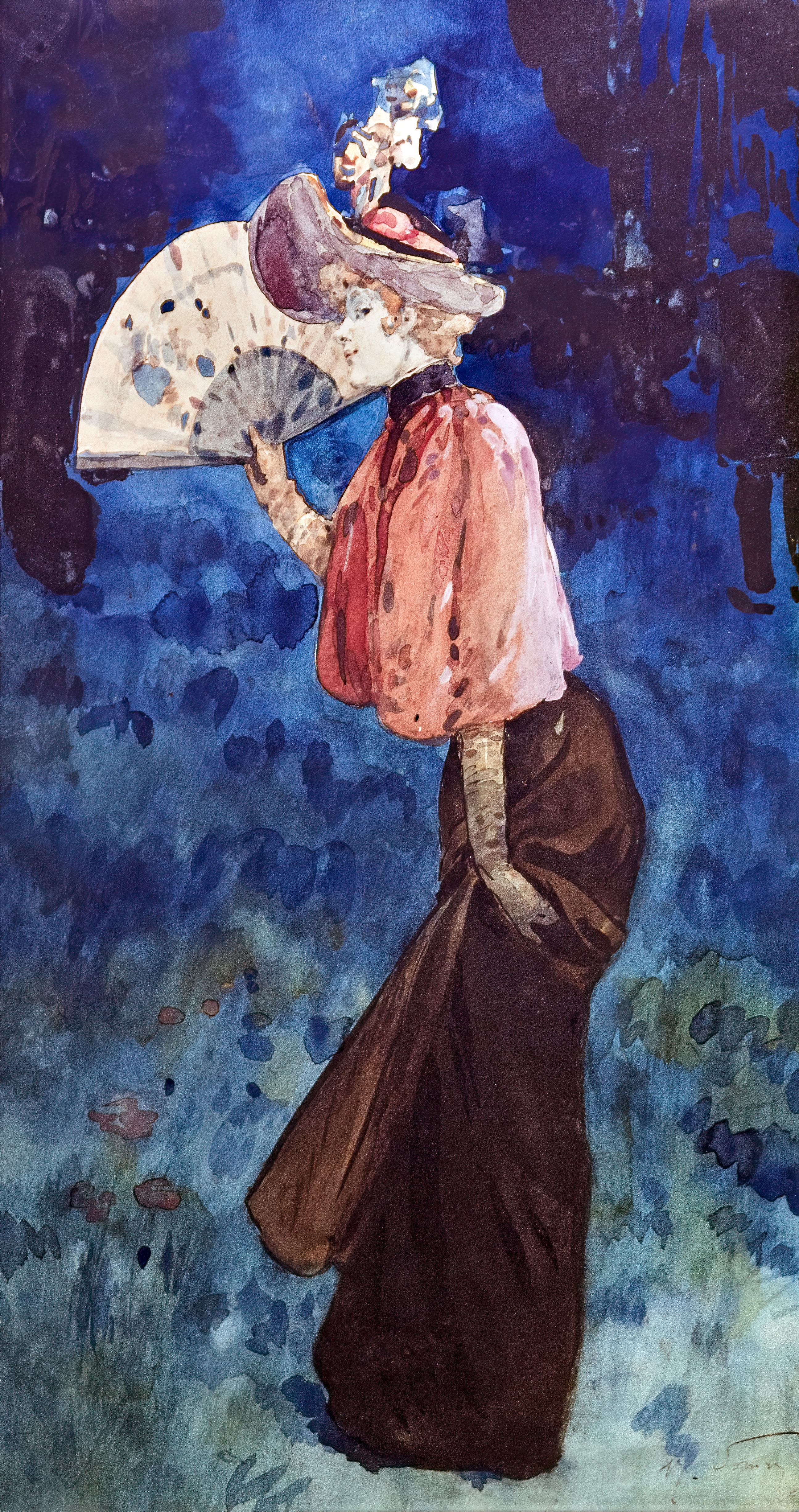
Mujer, con, abanico

En 1879 participó en la cuarta de las exposiciones colectivas impresionistas. Además de pintor, fue autor de gran cantidad de ilustraciones y grabados para la prensa de la época. Fue también uno de los más importantes cultivadores de la moda del japonismo que triunfaba en aquella época entre las clases acomodadas francesas. Se le considera un artista de transición entre el impresionismo y el simbolismo característico del fin de siglo.